# Rhipsalis clavata
Rhipsalis clavata és una espècie de planta que pertany al gènere Rhipsalis de la família de les cactàcies.

## Descripció
Rhipsalis clavata creix de forma epífita amb tiges inicialment verticals, posteriorment penjants, molt ramificats i arriba fins a un metre o més. Les tiges retallades de color verd a porpra, cilíndriques, en forma de maça, tenen fins a 5 centímetres de llarg i tenen un diàmetre de 2 a 3 mil·límetres. Es ramifiquen a la part superior en verticils de dos a set tiges. Les arèoles només estan presents a prop de les puntes dels brots.
Les flors són blanques en forma de campana, apareixen lateralment en les tiges o en les puntes de les tiges. Les tiges poden arribar a fer fins a 15 mil·límetres de llarg. Els fruits són esfèrics i són de color blanquinós a rosat clar.

## Distribució
Rhipsalis clavata és comú als estats brasilers de Rio de Janeiro i São Paulo al bosc atlàntic a altituds de fins a 1600 metres.

## Taxonomia
Rhipsalis clavata va ser descrita per Frédéric Albert Constantin Weber i publicat a Revue Horticole (Paris) 64: 429. 1892.
Etimologia
Rhipsalis : epítet grec que significa "cistelleria"
clavata: epítet llatí que significa "pal nuós".
Sinonímia
- Erythrorhipsalis clavata (F.A.C.Weber) Doweld.